# The Corporation
The Corporation är en kanadensisk dokumentärfilm från 2003 som bygger på boken The Corporation - The Pathological Pursuit of Profit and Power av Joel Bakan. Den har i svensk tv sänts under titeln Bolagen som styr oss.

## Handling
Filmen belyser vår tids stora institution "företaget" och dess grepp på våra liv. Filmen tar termen juridisk person till sin logiska slutsats och låter ett företag genomgå psykoanalys i syfte att fastställa vad för slags person är detta företag. Filmen tar upp frågor om företagens ansvar mot samhället och demokratin, konflikt mot landets politik/policies, hållbar resursanvändning, produktplaceringar, åsiktspåverkan, reklamintäkter kontra nyhetsförmedling, med mera.

## Medverkande (i urval)
- Michael Moore
- Noam Chomsky
- Naomi Klein
- Ray Anderson
- Robert Monks
- Vandana Shiva
- Milton Friedman